# Bucco
Bucco är ett släkte i familjen trögfåglar inom ordningen jakamar- och trögfåglar. Släktet omfattar fyra arter som förekommer i Sydamerika i västra Colombia och Amazonområdet:
- Kastanjekronad trögfågel (B. macrodactylus)
- Fläckig trögfågel (B. tamatia)
- Sotkronad trögfågel (B. noanamae)
- Halsbandströgfågel (B. capensis)